# Grizzly Peak
Grizzly Peak är en bergstopp i Antarktis. Den ligger i Västantarktis. Nya Zeeland gör anspråk på området. Toppen på Grizzly Peak är 2 200 meter över havet, eller 571 meter över den omgivande terrängen. Bredden vid basen är 1,7 km.
Terrängen runt Grizzly Peak är varierad. Trakten är obefolkad. Det finns inga samhällen i närheten. 